# Boehmeria
Boehmeria là chi thực vật có hoa trong họ Tầm ma. Chi này có khoảng 100 loài, là cây bản địa của châu Á và Bắc Mỹ. Các loài trong chi này gồm các loại cây thân thảo lâu năm, cây bụi và cây thân gỗ nhỏ. Tên chi được đặt theo tên nhà thực vật học người Đức, Georg Rudolf Boehmer. 

## Các loài
Chi này gồm các loài:
- Boehmeria aspera Wedd.
- Boehmeria biloba
- Boehmeria bullata Kunth
- Boehmeria burgeriana Wilmot-Dear, Friis & Kravts.
- Boehmeria caudata Sw.
- Boehmeria coriacea Killip
- Boehmeria cylindrica (L.) Sw.
- Boehmeria grandis (Hook. et Arn.) Heller
- Boehmeria nivea (L.) Gaudich.
- Boehmeria pavonii Wedd.
- Boehmeria platanifolia
- Boehmeria radiata W. C. Burger
- Boehmeria ramiflora Jacq.
- Boehmeria repens (Griseb.) Weddell
- Boehmeria stipularis Wedd.
- Boehmeria ulmifolia Wedd.

Loài Boehmeria nivea rất quan trọng trong sản xuất sợi. Các loài trong chi này có thể là thức ăn của một số ấu trùng trong của Lepidoptera, như loài Bedellia boehmeriella ăn rất nhiều B. grandis.